# Simone Sanna
Simone Sanna, född 16 mars 1978 i Florens, är en italiensk roadracingförare. Han var aktiv i VM-klassen 125GP från 1997 till 2004. Sanna vann tre Grand Prix: Katalonien och Rio de Janeiro säsongen 2000 samt Tysklands GP säsongen 2001, alla på Aprilia.
Efter Grand Prix-karriären tävlade Sanna i Supersport med 2008 som sista säsong. Andraplatsen på Misanobanan 2006 blev hans främsta placering.